# Rally Cataluña de 1960
El Rally Cataluña de 1960, oficialmente 4.º Rally Cataluña-11.º Vuelta a Cataluña, fue la cuarta edición y la tercera ronda de la temporada 1960 del Campeonato de España de Rally. Fue también puntuable para el campeonato de Cataluña, Francia y la Challenge Kleber-Colombes. Se celebró del 17 al 19 de junio.

## Clasificación final
| Pos. | Piloto              | Copiloto      | Automóvil        | Puntos | Diferencia |
| ---- | ------------------- | ------------- | ---------------- | ------ | ---------- |
| 1.   | Max Hohenlohe       | Augusto Lluch | BMW 700 Coupé    | 267,17 | 0.0        |
| 2.   | G. Alexandrovicht   | Henri Riviére | Dauphine Gordini | 271,71 |            |
| 3.   | Roger Blain         | «Donnay»      | Dauphine Gordini | 293,34 |            |
| 4.   | Víctor Sagi         | Agramunt      | Porsche          | 295,55 |            |
| 5.   | Miguel Soler        | F. Grau       | Jaguar           | 313,95 |            |
| 6.   | Estanislao Reverter | M. da Silva   | D. B.            | 327,76 |            |
| 7.   | G. Ferrier          | C. Arbez      | DKW              | 330,52 |            |
| 8.   | Gerardo de Andrés   | B. V. Geuns   | BMW              | 370,48 |            |
| 9.   | J. Valls            | E. Vidal      | Alfa Romeo       | 387,27 |            |
| 10.  | «Clery»             | O. Regás      | SEAT Abarth      | 428,72 |            |